# Bernard III de Melgueil
Pour les articles homonymes, voir Bernard III.
Bernard III de Melgueil est un comte de Melgueil (Mauguio) dont les archives conservent les traces depuis l'an 988 jusqu'à l'an 1036. Il mourut, au plus tard en 1055.

## Famille
Bernard III de Melgueil était le petit-fils de Bernard II de Melgueil et le neveu de Pierre de Melgueil, Évêque de Maguelonne. Il avait épousé une certaine Adèle, et eut pour fils Raymond I de Melgueil. Bernard III de Melgueil avait un frère, nommé Pierre, et des sœurs qui apparaissent dans la donation d'un alleu, voisin du château de Substantion, au profit de l'abbaye de Saint Guilhem le Désert en 989.

## Biographie
Sous l'administration de Bernard III, Arnaud Ier, évêque de Maguelonne, décida de transporter le siège de l'évêché, qui était à Substantion depuis 737, et d'en restaurer la cathédrale Saint-Pierre-et-Saint-Paul. Cette décision, qui recueillit apparemment l'assentiment du comte, entraina le commencement de la décadence et de la ruine de Substantion.
L'association de Bernard III de Melgueil et d'Arnaud de Maguelone est un phénomène caractéristique des mouvements laïcs et religieux qui contribuèrent à la réforme grégorienne. 
Le programme d'Arnaud était à la fois religieux et civil, il restaura la cathédrale et la dota d'un chapitre, mais il fit aussi combler l'ancien port et en creuser un nouveau. Le comte Bernard III était à cette époque le propriétaire, par usurpation des droits royaux, de l'évêché de Maguelone. Arnaud avait succédé à Pierre de Melgueil, l'oncle de Bernard III, et celui-ci l'avait, sinon nommé, certainement fortement influencé sa désignation. L'action d'Arnaud qui recourut à la protection du pape Jean XIX pour restaurer sa cathédrale, constitua un apport au projet de Bernard III qui consistait à améliorer les services du port qui assurait la richesse de son comté et de sa maison.

## Sources
- Bullaire de l'église de Maguelone (Volume 1) par J. Rouquette, etc. et A. Villemagne, etc. ; avec une introduction historique par Frédéric Fabrège lire en ligne sur Gallica